# Spezzano Albanese
Spezzano Albanese é uma comuna italiana da região da Calábria, província de Cosenza, com cerca de 7.038 habitantes. Estende-se por uma área de 33 km², tendo uma densidade populacional de 213 hab/km². Faz fronteira com Cassano allo Ionio, Castrovillari, Corigliano Calabro, San Lorenzo del Vallo, Tarsia, Terranova da Sibari.

## Demografia
| Variação demográfica do município entre 1861 e 2011                               |
|                                                                                   |
| Fonte: Istituto Nazionale di Statistica (ISTAT) - Elaboração gráfica da Wikipedia |